# Бесвица
Бесвица (мкд. Бесвица) је насеље у Северној Македонији, у јужном делу државе. Драчевица је насеље у оквиру општине Демир Капија.

## Географија
Бесвица је смештена у јужном делу Северне Македоније. Од најближег града, Кавадараца, село је удаљено 30 km југоисточно.
Село Бесвица се налази у историјској области Тиквеш. Село је у северном подножју планине Кожуф, на приближно 270 метара надморске висине. Западно од насеља протиче речица Бошава.
Месна клима је измењена континентална са значајним утицајем Егејског мора (жарка лета).

## Становништво
Бесвица је према последњем попису из 2002. године имала 18 становника.
Већинско становништво у насељу су етнички Македонци (100%).
Претежна вероисповест месног становништва је православље.